# Младата жена и морето
„Младата жена и морето“ (на английски: Young Woman and the Sea) е американска биографична драма на режисьора Юахим Рьонинг, по сценарий на Джеф Нейтънсън, продуцирана от „Уолт Дисни Пикчърс“ и „Джери Брукхаймър Филмс“. Главната роля се изпълнява от Дейзи Ридли в ролята на Гъртруд Едерле, американска състезателка по плуване и олимпийски шампион. Участват още Тидла Кобхам-Хърви, Стивън Греъм, Ким Бодния, Кристофър Екълстън и Глен Флешлър.
Премиерата на филма излиза в Лос Анджелис на 16 май 2024 г. и излиза по кината в Съединените щати от „Уолт Дисни Студиос Моушън Пикчърс“ на 31 май 2024 г. Филмът получава позитивни отзиви от критиката.

## Сюжет
„Младата жена и морето“ разказва историята на американската шампионка по плуване Гъртруд Едерле, която печели златния медал в Олимпийските игри през 1924 г. През 1926 г. Едерле става първата жена, която преплува 21 мили през Ла Манш.

## Актьорски състав
- Дейзи Ридли – Гъртруд Едерле (Труди), американска състезателка по плуване и олимпийска шампионка.[2]
- Кристофър Екълстън – Джейбз Улф, треньор на Труд[3]
- Стивън Греъм – Бил Бърджис[4]
- Тилда Кобхам-Харви – Маргарет Едерле (Мег), сестра на Гъртруд.[4]
  - Лили Аспел – Мег като малка
- Ким Бодния – Хенри Едерле, бащата на Труди
- Джанет Хейн – Гъртруд Анна Едерле, майка на Труди
- Итън Роус – Хенри Едерле
- Йордан Ангелов
- Сава Драгунчев – Репортер
- Антон Порязов – Плувец
- Велизар Бинев – Доктор Уайс
- Меглена Караламбова – майката на Съливан

## Продукция
Снимките започват през май 2022 г. и завършват на 18 юни 2022 г. Снимачният процес се провежда в Ню Йорк, Франция и България (включително София, Варна и Шабла).